# 国鉄タキ6000形貨車 (初代)
国鉄タキ6000形貨車（こくてつタキ6000がたかしゃ）は、かつて日本国有鉄道（国鉄）に在籍した私有貨車（タンク車）である。

## 概要
本形式は、四塩化チタン専用の30t 積タンク車として1957年（昭和32年）7月9日 に、1ロット2両（コタキ6000、コタキ6001）が日本車輌製造東京支店にて製作された。
記号番号表記は特殊標記符号「コ」（全長 12 m 以下）を前置し「コタキ」と標記する。
本形式の他に四塩化チタンを専用種別とする形式は、他に例がなく唯一の存在であった。
所有者は、日本曹達で、常備駅は氷見線の能町駅であった。
タンク体は普通鋼（一般構造用圧延鋼材）製であり、荷役方式はタンク上部の液入管からの上入れ、液出管と空気管使用による上出し方式である。
車体色は黒色、寸法関係は全長は9,800mm、全幅は2,300mm、全高は3,405mm、台車中心間距離は5,700mm、自重は15.25t、実容積は17.6m3、換算両数は積車4.5、空車1.6であり、台車はベッテンドルフ式のTR41Cである。
落成後は、日本曹達高岡工場向けにチタンの製造原料輸送用として運用されたが、同社のチタン生産終了に伴い用途を喪失し、落成から7か月後の1958年（昭和33年）4月30日に専用種別変更が行われ「濃硫酸」専用となり、タキ300形（コタキ4437、コタキ4438）へ編入され同時に本形式は形式消滅となった。